# Playfish
Playfish是一間社交游戏開發商，於2009年11月9日被美商藝電（Electronic Arts Inc.）以2.5億美元及2500萬股併購。公司的总部在英国伦敦，另外有分公司在中国北京、美国三藩市和挪威特罗姆瑟。
Playfish的游戏集中发布于社交网站如Facebook、MySpace、Bebo以及 iPhone等平台，現在所有遊戲都已結束營運。

## 历史
Playfish于2007年由Kristian Segerstrale、Sebastien de Halleux、Sami Lababidi和Shukri Shammas等人共同成立。2008年10月，Playfish成功获得170万美元的融资。2009年11月9日，美國知名電玩軟體大廠藝電宣布，將以2.75億美金收購Playfish。
Playfish曾經在Facebook爆紅，與另外一間遊戲公司Zynga爭奪Facebook遊戲鰲頭，最輝煌時曾經有17款遊戲同時在線。例如俗稱「餐城」的《Restaurant City》於2009年推出，當紅時每日可達520萬活躍使用者。之後的聲勢日漸下探，僅2011年就有11款遊戲結束營運；2012年5月Inside Social Games熱門遊戲榜單上，前5名內就有4個名次被Zynga抱走，Playfish最高名次卻只有當時大力推介，排第13名的《The Sims Social》，此後20名內也不見第二款Playfish作品出現。
目前，近乎所有遊戲（包括以前爆紅的遊戲）都因為經營困難及「因應公司未來發展」的理由而宣告結束營運。

## 曾經推出的遊戲
| 遊戲名稱                   | 開始營運時間   | 結束營運時間   | 備註 |
| -------------------------- | -------------- | -------------- | ---- |
| Madden NFL 13 Social       | 2012年10月     | 2013年9月2日   |      |
| The Sims Social            | 2011年8月9日   | 2013年6月14日  |      |
| SimCity Social             | 2011年8月9日   | 2013年6月14日  |      |
| Pet Society                | 2008年8月8日   | 2013年6月14日  |      |
| NHL Superstars             | 2011年10月5日  | 2013年5月14日  |      |
| RISK: Factions             | 2012年1月11日  | 2013年3月31日  |      |
| EA Sports FIFA Superstars  | 2010年7月30日  | 2013年3月31日  |      |
| Madden NFL Superstars      | 2010年8月31日  | 2013年3月31日  |      |
| World Series Superstar     | 2011年3月30日  | 2012年12月31日 |      |
| Monopoly Millionaires      | 2011年1月31日  | 2012年8月17日  |      |
| Restaurant City            | 2009年4月28日  | 2012年6月29日  |      |
| Hotel City                 | 2010年10月26日 | 2011年9月30日  |      |
| Country Story              | 2009年6月29日  | 2011年12月1日  |      |
| Who Has The Biggest Brain? | 2007年12月18日 | 2011年9月30日  |      |
| Crazy Planets              | 2009年7月1日   | 2011年9月30日  |      |
| Poker Rivals               | 2009年12月7日  | 2011年9月30日  |      |
| Word Challenge             | 2008年5月1日   | 2011年9月30日  |      |
| Bowling Buddies            | 2008年5月8日   | 2011年9月30日  |      |
| Geo Challenge              | 2008年9月22日  | 2011年9月30日  |      |
| Gangster City              | 2010年1月26日  | 2011年7月7日   |      |
| My Empire                  | 2010年1月1日   | 2011年9月30日  |      |
| Pirates Ahoy!              | 2010年8月10日  | 2011年7月7日   |      |
| Quiztastic!                | 2009年8月14日  | 2010年3月4日   |      |
| Minigolf Party             | 2009年1月27日  | 2010年1月27日  |      |

### 參照
1. ↑  .   [2013-06-21]. （原始内容存档于2013-06-24）.
2. ↑  .   [2013-06-21]. （原始内容存档于2013-06-24）.
3. ↑  "PET SOCIETY HAS BEEN RETIRED"
4. ↑  "We're sorry MONOPOLY Millionaires has gone offline"[永久]
5. ↑  .   [2020-07-17]. （原始内容存档于2020-07-17）.
6. ↑  "Fastest growing Facebook games of the week:'Hotel City's recruitment drive" （页面存档备份，存于） from The Independent
7. ↑  .   [2011-11-23]. （原始内容存档于2012-07-11）.
8. ↑  .   [2011-11-23]. （原始内容存档于2011-11-23）.
9. ↑  初期停運時，官方曾宣稱會重新營運 ，但現在已宣佈正式停運"Crazy Planets is Changing! - We'll Be Back!" （页面存档备份，存于）
10. ↑  .   [2011-11-23]. （原始内容存档于2011-07-29）.

## 外部连接
- 官方网站
- Small Is Big In Gaming World（页面存档备份，存于）
- Facebook Lures 200M with Poker and Pets（页面存档备份，存于）
- GDC:Lessons from Social Games（页面存档备份，存于）